# Pseudapocryptes borneensis
Pseudapocryptes borneensis är en fiskart som först beskrevs av Bleeker, 1855.  Pseudapocryptes borneensis ingår i släktet Pseudapocryptes och familjen smörbultsfiskar. Inga underarter finns listade i Catalogue of Life.